# Swammerdamia compunctella
Swammerdamia compunctella is een vlinder uit de familie van de stippelmotten (Yponomeutidae). Swammerdamia compunctella werd in beschreven door Herrich.